# Liste des châteaux de la Savoie
Cet article recense les châteaux situés dans le département français de la Savoie en région Auvergne-Rhône-Alpes.

## Liste
| Icône            | Signification    | Abréviations             | Abréviations                  | Abréviations             | Abréviations           |
| ---------------- | ---------------- | ------------------------ | ----------------------------- | ------------------------ | ---------------------- |
| Château fort     | Château fort     | = Bastide                | = Ferme fortifiée             | = Maison forte           | = (Néo-)Palladianisme  |
| Renaissance      | Renaissance      | = Château gascon         | = Folie (montpelliéraine)     | = Manoir, Gentilhommière | = Résidence épiscopale |
| Domaine viticole | Domaine viticole | = Classicisme, classique | = Forteresse, fort(ification) | = Maison (noble)         | = Style Beaux-Arts     |
| Palais           | Palais           | = Commanderie            | = Gothique (flamboyant)       | = Néo-baroque            | = Style Second Empire  |
| Ruine ou disparu | Ruine, disparu   | = Château pinardier      | = Hôtel particulier           | = Néo-classique          | = Style italianisant   |
|                  |                  | = Demeure seigneuriale   | ... = Style Louis XII...XVI   | = Néo-gothique           | = Style troubadour     |
|                  |                  | = Éclectisme             | = Logis (seigneurial)         | = Néo-Renaissance        | = Villa (de Nice)      |
| Baroque, rococo  | Baroque, rococo  | = Édifice religieux      | = Motte castrale/féodale      | = Pavillon de chasse     | = Styles du XXe siècle |

| Type                                                               | Château                                                  | Commune                    | Protection                                          | Notes                                                                                | Coordonnées                 | Illustration |
| ------------------------------------------------------------------ | -------------------------------------------------------- | -------------------------- | --------------------------------------------------- | ------------------------------------------------------------------------------------ | --------------------------- | ------------ |
| Château fort                                                       | Château d'Aiguebelette-le-Lac                            | Aiguebelette-le-Lac        |                                                     | Moyen Âge                                                                            | 45° 32′ 09″ N, 5° 48′ 55″ E |              |
| Motte castrale ou féodale · Maison forte                           | Manoir d'Aigueblanche (Château des sires de Briançon)    | Aigueblanche               | « Photo », notice no AP22L03006                     | Moyen Âge, propriété de la commune                                                   | 45° 30′ 05″ N, 6° 30′ 26″ E |              |
| Maison forte                                                       | Château des Allues                                       | Saint-Pierre-d'Albigny     |                                                     | XVIe et XVIIIe siècles, rénové                                                       | 45° 34′ 08″ N, 6° 08′ 36″ E |              |
| Maison forte · Ruine ou disparu                                    | Maison forte d'Ameysin                                   | Yenne                      |                                                     | Moyen Âge, détruit, aucun vestige                                                    | 45° 41′ 27″ N, 5° 45′ 19″ E |              |
| Château fort · Maison (noble)                                      | Château d'Apremont                                       | Apremont                   |                                                     | Moyen Âge, remplacé par une maison moderne                                           | 45° 30′ 41″ N, 5° 57′ 10″ E |              |
| Château fort · Ruine ou disparu                                    | Château d'Arvillard                                      | Arvillard                  |                                                     | Moyen Âge                                                                            | 45° 26′ 37″ N, 6° 07′ 02″ E |              |
| Château fort                                                       | Château de la Bâtie (Bâtie-Seyssel, Bâtie d'Arvey)       | Barby                      | Inscrit MH (1972) · Notice no PA00118193            | XIIIe et XIXe siècles, propriété privée                                              | 45° 34′ 46″ N, 5° 59′ 03″ E |              |
| Château fort · Ruine ou disparu                                    | Château de Beaufort                                      | Beaufort-sur-Doron         | « Photo », notice no AP02L11757                     | Moyen Âge, propriété privée                                                          | 45° 43′ 39″ N, 6° 33′ 43″ E |              |
| Maison forte                                                       | Maison forte de Bellecombe                               | Aigueblanche               |                                                     | Moyen Âge, propriété privée                                                          | 45° 30′ 16″ N, 6° 29′ 50″ E |              |
| Château fort                                                       | Château de Belmont                                       | Belmont-Tramonet           |                                                     | XIIIe siècle, depuis les années 1970, abbaye bénédictine Saint-Joseph de La Rochette | 45° 33′ 37″ N, 5° 40′ 39″ E |              |
| Maison forte                                                       | Château de Bergin                                        | Saint-Jean-de-Chevelu      |                                                     | XIVe siècle                                                                          | 45° 42′ 41″ N, 5° 49′ 35″ E |              |
| Maison forte                                                       | Château de Billième                                      | Billième                   |                                                     | XIIIe siècle                                                                         | 45° 43′ 08″ N, 5° 48′ 41″ E |              |
| Manoir, gentilhommière · Classicisme, classique · Ruine ou disparu | Manoir de Blay                                           | Esserts-Blay               |                                                     | XIVe et XVIIe siècles                                                                | 45° 36′ 47″ N, 6° 26′ 27″ E |              |
| Manoir, gentilhommière · Renaissance                               | Château de Bonport                                       | Tresserve                  |                                                     | XVIe siècle, en cours de rénovation                                                  | 45° 40′ 15″ N, 5° 53′ 38″ E |              |
| Manoir, gentilhommière · Renaissance                               | Château de Bornessant                                    | Billième                   |                                                     | XVIe et XIXe siècles                                                                 | 45° 43′ 14″ N, 5° 49′ 01″ E |              |
| Maison forte · Style troubadour                                    | Château de Bourdeau                                      | Bourdeau                   |                                                     | XIVe et XIXe siècles                                                                 | 45° 41′ 05″ N, 5° 51′ 29″ E |              |
| Château fort · Ruine ou disparu                                    | Château du Bourget (de Thomas II, des comtes de Savoie)  | Le Bourget-du-Lac          | Classé MH (1983) · Notice no PA00118216             | XIIIe et XVe siècles, propriété de la commune                                        | 45° 39′ 06″ N, 5° 51′ 53″ E |              |
| Maison forte                                                       | Tour de Bozel                                            | Bozel                      |                                                     | XIIe siècle                                                                          | 45° 26′ 36″ N, 6° 38′ 50″ E |              |
| Château fort · Ruine ou disparu                                    | Château de Briançon                                      | La Léchère                 |                                                     | XIIe siècle                                                                          | 45° 31′ 52″ N, 6° 28′ 22″ E |              |
| Manoir, gentilhommière                                             | Château de Buisson-Rond (de Boigne)                      | Chambéry                   | Inscrit MH (1982) · Notice no PA00118225            | XIVe et XVIe siècles, XVIIIe et XIXe siècles, hôtel de ville                         | 45° 33′ 52″ N, 5° 56′ 15″ E |              |
| Renaissance                                                        | Château de Caramagne                                     | Chambéry                   | Inscrit MH (1963) · Notice no PA00118226            | XVIe siècle, propriété privée                                                        | 45° 35′ 11″ N, 5° 54′ 51″ E |              |
| Château fort · Ruine ou disparu                                    | Château de Cessens-Neuf                                  | Cessens                    |                                                     |                                                                                      |                             |              |
| Château fort · Ruine ou disparu                                    | Château de Cessens-Vieux                                 | Cessens                    |                                                     |                                                                                      |                             |              |
| Maison forte · Ruine ou disparu                                    | Tour du Chaffard                                         | Cruet                      |                                                     | XIVe siècle                                                                          | 45° 32′ 10″ N, 6° 05′ 50″ E |              |
| Château fort · Palais                                              | Château de Challes-les-Eaux (des comtes de Challes)      | Challes-les-Eaux           |                                                     | Hôtel restaurant                                                                     | 45° 33′ 16″ N, 5° 59′ 16″ E |              |
| Château fort · Palais                                              | Château de Chambéry (des ducs de Savoie)                 | Chambéry                   | Classé MH (1881, 1900, 1960) · Notice no PA00118227 | XIIIe et XVe siècles, XVIIe siècle, siège du conseil général et de la préfecture     | 45° 33′ 52″ N, 5° 55′ 04″ E |              |
| Château fort                                                       | Château de Chamoux                                       | Chamoux-sur-Gelon          | Inscrit MH (1977) · Notice no PA00118247            | Moyen Âge                                                                            | 45° 31′ 58″ N, 6° 12′ 50″ E |              |
| Maison forte                                                       | Maison forte de Champrovent                              | Saint-Jean-de-Chevelu      |                                                     | Exploitation agricole                                                                |                             |              |
| Maison forte                                                       | Maison forte du Chanay                                   | Cruet                      |                                                     |                                                                                      |                             |              |
| Maison forte                                                       | Maison forte de Chanaz (de Boigne)                       | Chanaz                     | Inscrit MH (1980) · Notice no PA00118248            | XVIe et XVIIe siècles, XVIIIe siècle, mairie                                         | 45° 48′ 30″ N, 5° 47′ 27″ E |              |
| Château fort · Ruine ou disparu                                    | Château de Chantemerle (de Saint-Didier)                 | La Bâthie                  |                                                     | Propriété de la commune                                                              |                             |              |
| Château fort · Ruine ou disparu                                    | Château de Charbonnières                                 | Aiguebelle                 |                                                     | Propriété de la commune                                                              |                             |              |
|                                                                    | Château des Charmilles                                   | La Ravoire                 |                                                     | Lycée agricole privé                                                                 | 45° 33′ 50″ N, 5° 33′ 50″ E |              |
| Château fort                                                       | Château de Châteaufort                                   | Motz                       |                                                     |                                                                                      |                             |              |
| Château fort · Ruine ou disparu                                    | Château du Châtelard                                     | Le Châtelard               |                                                     |                                                                                      |                             |              |
| Château fort · Ruine ou disparu                                    | Château du Châtelard                                     | Yenne                      |                                                     |                                                                                      |                             |              |
| Château fort                                                       | Château de Châtillon                                     | Chindrieux                 | Inscrit MH (1991) · Notice no PA00118331            | Moyen Âge, propriété privée                                                          | 45° 47′ 58″ N, 5° 50′ 32″ E |              |
| Château fort · Classicisme, classique                              | Château de Chevron                                       | Mercury                    | Inscrit MH (1982) · Notice no PA00118274            | XIVe et XVIIe siècles                                                                | 45° 40′ 30″ N, 6° 20′ 14″ E |              |
| Maison forte · Ruine ou disparu                                    | Maison forte de Choisel                                  | Saint-Paul                 |                                                     |                                                                                      |                             |              |
|                                                                    | Château de Cinne (de Cunne, de Chevelu)                  | Saint-Jean-de-Chevelu      |                                                     | Remplacé par des maisons modernes                                                    |                             |              |
| Château fort                                                       | Château de Combefort                                     | Saint-Pierre-de-Soucy      |                                                     | Propriété privée                                                                     |                             |              |
| Château fort · Ruine ou disparu                                    | Château de Cornillon                                     | Césarches Queige (limites) |                                                     |                                                                                      |                             |              |
|                                                                    | Château de Corogna                                       | Challes-les-Eaux           |                                                     | Propriété privée                                                                     | 45° 33′ 16″ N, 5° 59′ 16″ E |              |
|                                                                    | Château de la Croix                                      | Saint-Alban-Leysse         |                                                     |                                                                                      |                             |              |
| Maison forte                                                       | Maison forte de Cummugnin                                | Yenne                      |                                                     |                                                                                      |                             |              |
| Ruine ou disparu                                                   | Château d'Épierre                                        | Épierre                    |                                                     | Propriété privée                                                                     |                             |              |
|                                                                    | Château de Feissons                                      | Feissons-sur-Isère         |                                                     | Restaurant                                                                           |                             |              |
| Maison forte · Ruine ou disparu                                    | Maison forte de Fistillieu                               | Yenne                      |                                                     | Détruit, aucun vestige                                                               |                             |              |
| Ruine ou disparu                                                   | Château de Flumet                                        | Flumet                     |                                                     |                                                                                      |                             |              |
|                                                                    | Château de la Forest (la Grande Forest, la Grande-Forêt) | Saint-Jean-de-Chevelu      | Inscrit MH (1995) · Notice no PA00135660            | Propriété des Vins Million-Rousseau                                                  | 45° 41′ 02″ N, 5° 48′ 27″ E |              |
|                                                                    | Tour Gaillarde (de Plancherine)                          | Plancherine                |                                                     | Résidence                                                                            |                             |              |
| Château fort · Ruine ou disparu                                    | Château de Gerbaix                                       | Gerbaix                    |                                                     |                                                                                      |                             |              |
| Château fort · Ruine ou disparu                                    | Château de Grésy                                         | Grésy-sur-Aix              |                                                     |                                                                                      |                             |              |
| Maison forte                                                       | Maison forte de Gimilieu (de Gémillieu)                  | Saint-Jean-de-Chevelu      |                                                     | Résidence                                                                            |                             |              |
|                                                                    | Château de La Mar (de Cordon d'Aymavigne)                | Jongieux                   |                                                     | Exploitation agricole et vinicole                                                    |                             |              |
|                                                                    | Château de Longefan                                      | La Biolle                  |                                                     |                                                                                      |                             |              |
|                                                                    | Château de Longeray                                      | Barberaz                   |                                                     | Propriété privée                                                                     | 45° 32′ 42″ N, 5° 58′ 07″ E |              |
|                                                                    | Château de Lucey                                         | Lucey                      |                                                     | Résidence et domaine viticole                                                        |                             |              |
| Château fort · Ruine ou disparu                                    | Château de Lutrin                                        | Saint-Paul                 |                                                     |                                                                                      |                             |              |
|                                                                    | Maison noble de Malet                                    | Saint-Paul                 |                                                     | Exploitation agricole                                                                |                             |              |
| Château fort                                                       | Château des Marches                                      | Les Marches                |                                                     |                                                                                      |                             |              |
| Maison forte                                                       | Maison forte du Grand Mercoras (Château de Mécoras)      | Ruffieux                   | Inscrit MH (1969) · Notice no PA00118289            |                                                                                      | 45° 51′ 52″ N, 5° 50′ 38″ E |              |
| Château fort · Ruine ou disparu                                    | Château de Miolans                                       | Saint-Pierre-d'Albigny     | Classé MH (1944) · Notice no PA00118304             | Propriété privée                                                                     | 45° 34′ 48″ N, 6° 11′ 10″ E |              |
| Château fort · Ruine ou disparu                                    | Château d'Entremont (de Montbel, de(s) Teppaz)           | Saint-Pierre-d'Entremont   |                                                     |                                                                                      | 45° 25′ 59″ N, 5° 52′ 32″ E |              |
|                                                                    | Château de Montcharvin                                   | Cognin                     |                                                     |                                                                                      |                             |              |
|                                                                    | Château de Monterminod                                   | Saint-Alban-Leysse         |                                                     |                                                                                      |                             |              |
| Château fort · Ruine ou disparu                                    | Château de Montfalcon                                    | La Biolle                  |                                                     |                                                                                      |                             |              |
|                                                                    | Château de Montfleury                                    | Avressieux                 |                                                     |                                                                                      |                             |              |
| Château fort · Ruine ou disparu                                    | Château de Montfort                                      | Saint-Sulpice              |                                                     |                                                                                      |                             |              |
| Maison forte · Ruine ou disparu                                    | Maison forte de Monthoux (de Montou)                     | Saint-Jean-de-Chevelu      |                                                     |                                                                                      |                             |              |
| Château fort · Ruine ou disparu                                    | Château de Montmayeur                                    | Villard-Sallet             | Inscrit MH (1989) · Notice no PA00118328            | Propriété de la commune                                                              | 45° 29′ 24″ N, 6° 07′ 26″ E |              |
|                                                                    | Tour de Montmayeur                                       | Aime                       | Inscrit MH (1983) · Notice no PA00118160            |                                                                                      | 45° 33′ 17″ N, 6° 39′ 07″ E |              |
| Château fort · Ruine ou disparu                                    | Château de Montmélian                                    | Montmélian                 |                                                     |                                                                                      | 45° 30′ 02″ N, 6° 03′ 17″ E |              |
| Maison forte                                                       | Maison forte de Motz                                     | Motz                       |                                                     |                                                                                      |                             |              |
| Château fort                                                       | Château des Outards                                      | Beaufort-sur-Doron         |                                                     | Propriété privée                                                                     |                             |              |
|                                                                    | Château de la Pérouse                                    | Montmélian                 |                                                     |                                                                                      |                             |              |
| Manoir, gentilhommière                                             | Manoir de la Pérouse                                     | Saint-Marcel               |                                                     | Propriété de Guillaume (Inata) et Florent (Asso)                                     |                             |              |
| Maison forte                                                       | Maison forte de Prélian                                  | Saint-Jean-de-Chevelu      |                                                     |                                                                                      |                             |              |
|                                                                    | Château de la Rive (de Verdon Dessoubs)                  | Cruet                      |                                                     |                                                                                      |                             |              |
|                                                                    | Château de la Roche du Roi                               | Aix-les-Bains              | Classé MH (1986) · Notice no PA00118165             |                                                                                      | 45° 40′ 51″ N, 5° 54′ 44″ E |              |
|                                                                    | Château de la Rochette                                   | La Rochette                |                                                     |                                                                                      | 45° 27′ 29″ N, 6° 07′ 19″ E |              |
| Château fort                                                       | Château de Sainte-Hélène-sur-Isère                       | Sainte-Hélène-sur-Isère    | Inscrit MH (1940) · Notice no PA00118294            |                                                                                      | 45° 36′ 39″ N, 6° 19′ 00″ E |              |
| Maison forte                                                       | Château de Saint-Innocent (Maison forte de la Rupelle)   | Brison-Saint-Innocent      |                                                     | Propriété du Comte de la Rupelle                                                     |                             |              |
| Château fort · Ruine ou disparu                                    | Château de Saint-Michel-de-Maurienne                     | Saint-Michel-de-Maurienne  |                                                     | Propriété de la commune                                                              |                             |              |
| Ruine ou disparu                                                   | Château de La Sallaz (La Grande-Salle)                   | Beaufort-sur-Doron         |                                                     |                                                                                      |                             |              |
|                                                                    | Château de Somont                                        | Yenne                      |                                                     |                                                                                      |                             |              |
| Château fort                                                       | Château de Tournon                                       | Tournon                    |                                                     | Propriété de la famille Angleys                                                      |                             |              |
|                                                                    | Château de Triviers                                      | Challes-les-Eaux           |                                                     | Propriété privée                                                                     | 45° 32′ 44″ N, 5° 59′ 27″ E |              |
| Château fort                                                       | Château de Verdun-Dessus (de Verdon)                     | Cruet                      |                                                     |                                                                                      |                             |              |
| Château fort · Ruine ou disparu                                    | Château du Villard (du Villar)                           | La Chapelle-Saint-Martin   |                                                     |                                                                                      |                             |              |
| Maison forte                                                       | Maison forte du Villard                                  | Saint-Paul-sur-Isère       |                                                     |                                                                                      |                             |              |
| Maison forte                                                       | Maison forte du Villaret                                 | Meyrieux-Trouet            |                                                     |                                                                                      |                             |              |

#### Ouvrages spécialisés
- Bruno Berthier et Robert Bornecque, Pierres fortes de Savoie, La Fontaine de Siloé, 2001, 255 p. (ISBN 978-2-84206-179-1, lire en ligne), p. 138-141Bruno Berthier (1964), historien du droit, et Robert Bornecque, docteur d'État en histoire (1976) et professeur d'histoire de l'art classique
- [Michèle Brocard 1995] Michèle Brocard (ill. Edmond Brocard), Les châteaux de Savoie, Yens-sur-Morges, Éditions Cabédita, coll. « Sites et Villages », 1995, 328 p. (ISBN 978-2-88295-142-7).
- Georges Chapier, Châteaux Savoyards : Faucigny, Chablais, Tarentaise, Maurienne, Savoie propre, Genevois, La Découvrance, coll. « L'amateur Averti », 2005, 410 p. (ISBN 978-2-84265-326-2).
- Nicolas Payraud, « Châteaux, espace et société en Dauphiné et en Savoie du milieu du XIIIe siècle à la fin du XVe siècle », Thèse de doctorat d'Histoire dirigée par  Etienne Hubert Université Lumière-Lyon-II,‎ 2009 (lire en ligne) ([PDF] sur tel.archives-ouvertes.fr)

#### Ouvrages sur les communes
- Michèle Brocard, Lucien Lagier-Bruno et André Palluel-Guillard, Histoire des communes savoyardes, vol. 1 : Chambéry et ses environs. Le Petit Bugey, Roanne, Éditions Horvath, 1982, 475 p. (ISBN 978-2-7171-0229-1).
- Michèle Brocard, Lucien Lagier-Bruno, André Palluel-Guillard, Histoire des communes savoyardes : Aix-les-Bains et ses environs - Les Bauges - La Chartreuse - La Combe de Savoie - Montmélian (vol. 2), Roanne, Éditions Horvath, 1984, 463 p. (ISBN 978-2-7171-0310-6).
- Michèle Brocard, Maurice Messiez-Poche, Pierre Dompnier, Histoire des communes savoyardes : La Maurienne - Chamoux - La Rochette (vol. 3), Roanne, Éditions Horvath, 1983, 558 p. (ISBN 978-2-7171-0289-5).
- Marius Hudry, Histoire des communes savoyardes : Albertville et son arrondissement (vol. 4), Roanne, Éditions Horvath, 1982, 444 p. (ISBN 978-2-7171-0263-5).